# Informační systém o platu a služebním příjmu
Informační systém o platu a služebním příjmu (ISPSP) vede Ministerstvo financí České republiky. Tento informační systém veřejné správy sleduje platy, odměny za pracovní pohotovost, průměrné výdělky,  jakož i osobní údaje zaměstnanců ovlivňujících výši platu. Zaměstnavatelé jsou povinni poskytovat data způsobem, který stanovila vláda ČR svým nařízením. 

## Legislativa
- Informační systém o platech (ISP) podle zákona č. 262/2006 Sb., zákoník práce § 137 a nařízení vlády č. 328/2013 Sb.
- Informační systém o platech státních zaměstnanců (ISPSZ) podle zákona č. 234/2014 Sb., o státní službě § 179 a nařízení vlády č. 328/2013 Sb.
- Informační systém o služebním platu vojáků z povolání (ISSPV) podle zákona č. 221/1999 Sb., o vojácích z povolání a nařízení vlády č. 57/2015 Sb.
- Informační systém o služebním příjmu (ISSPr) podle zákona č. 361/2003 Sb., o služebním poměru příslušníků bezpečnostních sborů § 133 a nařízení vlády č. 507/2004 Sb.[1]

## O systému
Původní aplikaci firmy Cleverbee upravuje od roku 2008 společnost IT s.r.o. Podle IS o ISVS existuje již třetí verze tohoto informačního systému. Systém je zcela neveřejný.
Data za sebe a za jimi řízené zaměstnavatele předkládají správci kapitol st. rozpočtu, územní samosprávné celky a státní fondy.
Předkladatel může vyexportovat vložená data ve formátu CSV nebo XML, seznam svých poskytovatelů a také všechny číselníky. Získají se tak všechna data vložená předkladatelem a jemu podřízenými poskytovateli.
Výsledky šetření jsou předávány Ministerstvu práce a sociálních věcí, které je zpracovává a zveřejňuje v rámci Informačního systému o průměrném výdělku (ISPV)a Regionální statistiky ceny práce (RSCP).